# Geografía de Bolivia
El Estado Plurinacional de Bolivia está dividido en 3 regiones las cuales son:
- La Región Andina en el sudoeste (Altiplano) — Esta zona se halla a más de 3000 m s. n. m., ubicada entre los dos grandes ramales andinos y abarca el 28 % del territorio nacional.

- La Región Subandina en el centro-sur (Valle) — Región intermedia entre el altiplano y los llanos orientales que abarca el 13 % del territorio, y comprende los valles y los yungas.

- La Región de los Llanos en el noreste — Se ubica al norte de la cordillera Oriental o Real, que se extiende desde el pie de los Andes hacia el río Paraguay. Es una tierra de llanuras y bajas mesetas, cubierta por extensas selvas ricas en flora y fauna. Abarca el 59 % de la superficie nacional.

Se encuentra en el hemisferio sur del planeta y al oeste del meridiano de Greenwich; por tanto, tiene latitud sur y longitud occidental. Por su ubicación, Bolivia es considerada el centro de Sudamérica. Así mismo, está conformada por una superficie de 1 098 581 km². Los puntos extremos de Bolivia son:
- Latitud Sur: 1480 km

Mínima: 9° 40′07 Manoa en el Departamento de Pando, en la confluencia de los ríos Madera y Abuná.
Máxima: 22° 54′12 Cerro Guayaques, en el Departamento de Potosí.
- Longitud Occidental: 1295 km

Mínima: 57° 25′05 Buen Fin en el Departamento de Santa Cruz.
Máxima: 69° 38′23 Cerro Mauripalca en el Departamento de La Paz.

## Relieve de Bolivia

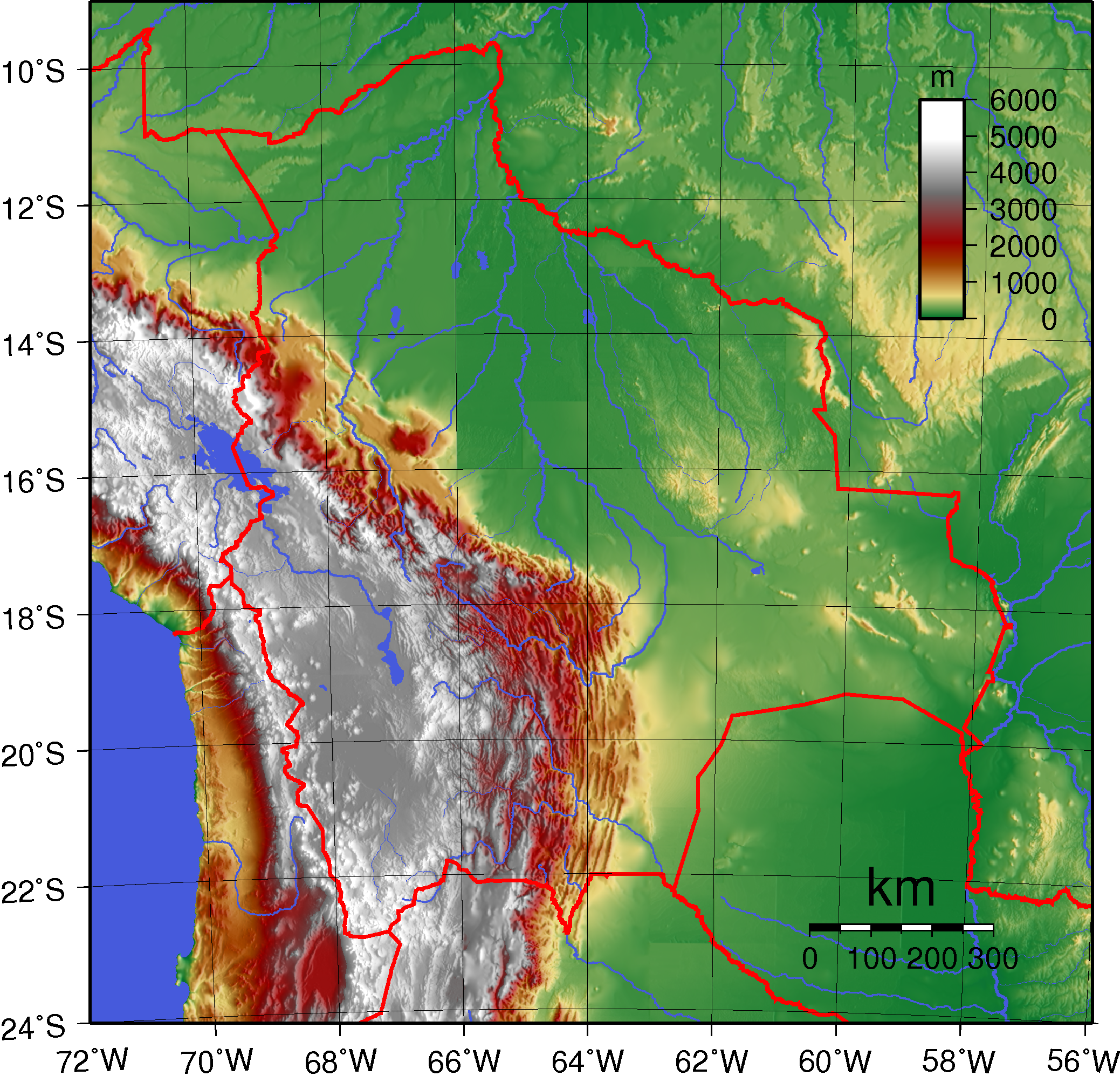
Mapa fisiológico de Bolivia

Bolivia se encuentra situada en el centro de América del Sur entre los 57° 26′ y 69° 38′ de longitud occidental y 9° 40′ y 22° 53′ de latitud sur, abarcando más de 13 grados geográficos y ocupando su territorio una extensión total de 1 098 581 km². Se ubica entre la Cordillera de los Andes, la Cuenca del Plata y la Cuenca Amazónica entre una altitud máxima de 6542 m s. n. m. en el Nevado Sajama y una altitud mínima de 90 m s. n. m. cerca del río Paraguay.

## Fisiografía

Regiones naturales de Bolivia.

El país está dividido en cuatro regiones geográficas:
La Región Andina abarca el 30% del territorio y en ella habita aproximadamente el 39,71% de la población boliviana (2008), ocupa una superficie de 307.602,68 km², y está comprendida por el Altiplano o Meseta del Collao y la Cordillera de los Andes. Posee un clima frío y seco durante casi todo el año. En esta región se encuentran las cimas más altas del país, como: Sajama, Illimani, Illampu, entre otros.  
El Altiplano Andino es una meseta mayormente plana que se extiende entre los dos ramales en los que está dividida la Cordillera de los Andes en territorio boliviano y tiene una altitud promedio de aproximadamente 3800 m s. n. m. En el Altiplano se encuentra el segundo municipio más poblado de Bolivia: El Alto, el cual forma parte del área metropolitana de la ciudad de La Paz, sede de gobierno del Estado. Otros importantes centros urbanos ubicados en esta región son: Oruro y Potosí.
La región andina ocupa parte de los departamentos de La Paz, Potosí, Departamento de Oruro y una parte del Cochabamba.
La Región Subandina abarca un 13% del territorio ocupando una superficie de 142.815,53 km² y está comprendida por los Valles y Los Yungas con una altura media de unos 2000 m s. n. m., se caracteriza por una vegetación exuberante y cerrados valles.
La  Región de Los Llanos Orientales abarca el 60% del territorio ocupando una superficie de 648.162,79 km²; está comprendida por las subregiones platense y del Gran Chaco, con una altura media de menos de 1000 m s. n. m. La región se extiende desde el Departamento de Pando pasando por el norte de La Paz, Beni, Santa Cruz,y por el chaco en Chuquisaca y Tarija. Esta región se caracteriza por estar a una altitud menor de 1000 m s. n. m. Cuenta con un relieve horizontal con ligeras irregularidades, y constituye un terreno aluvial, depósito de material sedimentario de los ríos del área, siendo algunas partes fondos de antiguos lagos o mares. Está cubierto totalmente por zonas boscosas y selváticas de tipo amazónico.
La Región de la Amazonía es uno de los mayores ecosistemas de bosques continuos del mundo. La región alberga numerosos ecosistemas y culturas nativas. La amazonia boliviana es considerada una de las zonas más prístinas y bien conservadas en Sudamérica. Constituye el 40% del territorio nacional, comprende los departamentos de Pando, Beni y el norte de los departamentos de La Paz, Cochabamba y Santa Cruz.

## Hidrografía
Bolivia, desde el punto de vista hidrográfico, cuenta con tres grandes cuencas hidrográficas, denominadas del Amazonas, del Plata y Cerrada o del Altiplano. Estas cuencas a su vez están constituidas por 10 subcuencas, 270 ríos principales, 184 lagos y lagunas, unos 260 humedales, pequeños y medianos, y 6 salares. Bolivia comparte con Perú el lago Titicaca, que es el lago navegable más alto del mundo, con 8380 km². De este lago tectónico desembocan varios ríos, siendo el más importante el río Desaguadero, que luego desemboca en el lago Poopó. El lago Titicaca formaba, junto a la laguna de Arapa en Perú, y el lago Poopó, el antiguo gran lago altiplánico Ballivián.

## Orografía
Bolivia está atravesada de norte a sur por la Cordillera de los Andes, la cual se divide en tres sistemas orográficos principales, además de serranías del Escudo brasileño, así como serranías aisladas como el Macizo Chiquitano. 

### La Cordillera Occidental

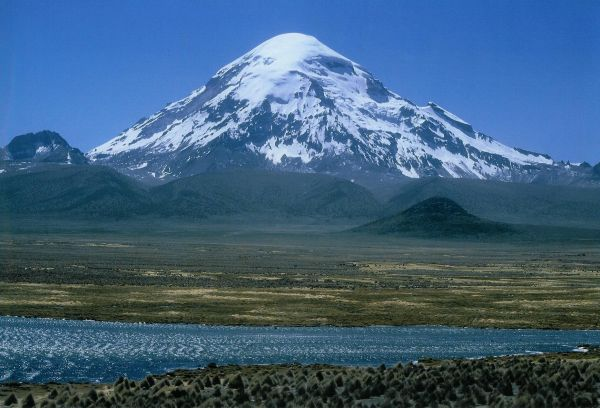
Nevado Sajama, pertenece a la Cordillera Occidental y es la más elevada del país

Tiene como singular característica el vulcanismo de sus cumbres, y hace de frontera natural con Chile. Este sistema comienza en el norte, con el nudo Jucuri y termina en el sur en el volcán Licancabur en la frontera sur con territorio chileno. El clima es frío e inadecuado para la vida vegetal o animal. Su principal riqueza se encuentra en su suelo, el cual contiene grandes cantidades de minerales metálicos como el oro, la plata, el cobre, etc. Esta sección a su vez está dividida en tres partes:
- Septentrional, en la cual se encuentran los mayores picos de Bolivia, como el nevado Sajama, el más alto del país con 6542 m s. n. m. cubierto de nieve perpetua, y los cerros Pomerape y el Parinacota llamados Payachatas; este último es un volcán apagado con un cono de nieve que recuerda al Fujiyama de Japón.

- Central, que está situada entre los salares de Uyuni y Coipasa, y cuya mayor cumbre es el volcán Ollagüe en la frontera con Chile.

- Meridional, caracterizada por ser volcánica y por tener recurrentes tempestades de arena y niebla, cuenta con el mayor volcán activo del mundo: el Licancabur con una altura 5.920 m s. n. m., de los cuales solo hasta 5.400 m s. n. m. pertenecen a Bolivia, en la ladera noreste del volcán; en el punto más sudoccidental del país, ubicado en el paralelo 22° 49′ 41.016″ de latitud Sur y meridiano 67° 52′ 35.004″ de longitud Oeste, por donde pasa la línea fronteriza con Chile. En ella se encuentran las lagunas Colorada y Verde famosas por los colores llamativos de sus aguas.

### La Cordillera Central
Tiene como principales características la de ser la que divide las tres cuencas hidrológicas del país, su importante riqueza mineral y además por contar con las segundas cumbres más altas de Bolivia. Esta sección comienza en el norte en el nevado Chaupi Orco y los tres palomanis hacia el sur hasta el cerro Zapaleri, triple frontera con Chile y Argentina. Está dividida en tres subsecciones:
- Septentrional o Real, en la cual se encuentran los nevados de Chaupi Orco y los tres palomanis; además cuenta con la cadena montañosa más significativa de Bolivia, la cual se encuentra en la cordillera de La Paz, cerca de la ciudad homónima y está conformada entre otros por el nevado Illimani, el Illampu, el Ancohuma, el Mururata y el Huayna Potosí todos con más de 6000 m s. n. m. Esta sección es muy famosa porque en ella se encuentra el observatorio meteorológico más alto del mundo, en el nevado de Chacaltaya además de contener la pista de esquí más alta del planeta.

- Central, en la cual se encuentran el Sumac Orcko o Cerro Rico, así como los cerros Andacava y la estación ferroviaria Paso de Cóndor una de las más altas del mundo situada a una altitud de 4788 m s. n. m.

- Meridional, que se caracteriza por su alta mineralización, ya que en ella se encuentran los mayores yacimientos de estaño. Su mayor cima es el Cerro Zapaleri en la frontera con Chile y Argentina.

### La Cordillera Oriental
Está formada por cadenas paralelas que se despliegan de norte a sur, y las cuales en muchas ocasiones se internan en regiones boscosas y húmedas, ricas en productos agrícolas y ganaderos. Se divide en tres subsecciones:
Septentrional, caracterizada por ser una continuidad de serranías como Eslabón, San Buenaventura, Muchane, Pilón, etc. Entre su cimas más importantes se encuentran los cerros Astalaya y Colorado.
Central, que se distingue por estar formada íntegramente por la cordillera de Cochabamba. Al atravesar el departamento de Cochabamba forma los Yungas en el Chapare. Sus cimas principales son el Tunari con 5200 m s. n. m. aproximadamente y el San Benito con 4.298 m s. n. m.

Se extiende hacia el departamento de Santa Cruz formando las serranías aisladas como Mataracu, San Rafael, Las Juntas y Los Volcanes, estos últimos en el parque nacional Amboró.
Meridional, que comienza en el norte del departamento de Chuquisaca con la cadena Presto y termina en las serranías de Caiza y Capirenda en la provincia del Gran Chaco en el departamento de Tarija. No tiene cimas de especial importancia.

### Macizo Chiquitano
Que se encuentra repartido por el norte del país en serranías y colinas aisladas, de poca elevación, formadas en el periodo Precámbrico, plegamiento que bordea el Escudo Chiquitano. Sus principales componentes son: 
- En el norte, cerca del límite con Brasil en el departamento del Beni, las serranías de San Simón y Caparuch o Huanchaca en el parque nacional Noel Kempff Mercado del departamento de Santa Cruz.

- En el sur, se encuentran las serranías de San Lorenzo, San José, Sunsas, Santiago, Tapia y La Calen el departamento de Santa Cruz. El pico más elevado de la zona es el cerro Chochís con 1290 m s. n. m. En este macizo también se encuentra un centro de interés económico como es el caso del cerro Mutún con casi 800 m s. n. m., uno de los más grandes yacimientos de mineral de hierro del mundo, poco antes de la frontera con Brasil.

| Principales elevaciones                    |               |              |               |        |                     |              |                     |                                          |
| Puesto                                     | Nombre        | Departamento | Elevación (m) | Puesto | Nombre              | Departamento | Elevación (m)       | Illimani Huayna Potosí Volcán Licancabur |
| 1                                          | Nevado Sajama | Oruro        | 6542          | 11     | Chaupi Orco         | La Paz       | 6040                | Illimani Huayna Potosí Volcán Licancabur |
| 2                                          | Illampu       | La Paz       | 6485          | 12     | Uturuncu            | Potosí       | 6008                | Illimani Huayna Potosí Volcán Licancabur |
| 3                                          | Illimani      | La Paz       | 6462          | 13     | Candelaria          | Oruro        | 6000                | Illimani Huayna Potosí Volcán Licancabur |
| 4                                          | Ancohuma      | La Paz       | 6427          | 14     | Cerro Capurata      | Oruro        | 5990                | Illimani Huayna Potosí Volcán Licancabur |
| 5                                          | Parinacota    | Oruro        | 6362          | 15     | Sairecabur          | Potosí       | 5971                | Illimani Huayna Potosí Volcán Licancabur |
| 6                                          | Pomerape      | Oruro        | 6240          | 16     | Cerro Lípez         | Potosí       | 5929                | Illimani Huayna Potosí Volcán Licancabur |
| 7                                          | Chearoco      | La Paz       | 6127          | 17     | Licancabur          | Potosí       | 5920 (5400 Bolivia) | Illimani Huayna Potosí Volcán Licancabur |
| 8                                          | Huayna Potosí | La Paz       | 6088          | 18     | Cerro Columa        | Oruro        | 5876                | Illimani Huayna Potosí Volcán Licancabur |
| 9                                          | Chachacomani  | La Paz       | 6074          | 19     | Volcán Ollagüe      | Potosí       | 5863                | Illimani Huayna Potosí Volcán Licancabur |
| 10                                         | Acotango      | Oruro        | 6052          | 20     | Cerros de Tocorpuri | Potosí       | 5808                | Illimani Huayna Potosí Volcán Licancabur |
| Fuente: Instituto Geográfico Militar (IGM) |               |              |               |        |                     |              |                     |                                          |

## Geología
Las cadenas montañosas y serranías en Bolivia están constituidas por rocas macizas y compactas de origen ígneo, sedimentario y metamórfico. Por otra parte los llanos, el altiplano y otras cuencas menores en gran parte presentan depósitos de materiales sueltos como arcillas, arenas y gravas.

## Sismicidad en Bolivia
La sismicidad en Bolivia está relacionada con el proceso de subducción que la placa de Nazca experimenta en su avance hacia el continente sudamericano. Los focos sísmicos que se encuentran por debajo del altiplano se encuentran entre los 70 y 300 km de profundidad (sismos de profundidad intermedia), focos sísmicos muy profundos se originan en el extremo de la placa que se hunde a más de 300 km de profundidad, por debajo del sur del departamento de Santa Cruz y el norte de Argentina.
Un caso inusual se presentó en ocasión del gran terremoto profundo a unos 300 km al norte de La Paz, a las 20 horas de la noche del 8 de junio de 1994, cuando debido a la gran magnitud del sismo este fue sentido en caso todo el territorio nacional, el foco de este sismo fue a la profundidad de 636 km que alcanzó la intensidad V en la zona epicentral Cabré, y se sintió incluso en Canadá y en las antípodas. La novedad del epicentro es que ocurrió en un sitio donde no se tenía idea de que nunca hubiese habido otro.